# Trichaeta pterophorina
Trichaeta pterophorina är en fjärilsart som beskrevs av Paul Mabille 1892. Trichaeta pterophorina ingår i släktet Trichaeta och familjen björnspinnare. Inga underarter finns listade i Catalogue of Life.